# Zapoteca mollis
Zapoteca mollis är en ärtväxtart som först beskrevs av Paul Carpenter Standley, och fick sitt nu gällande namn av Héctor Manuel Hernández. Zapoteca mollis ingår i släktet Zapoteca och familjen ärtväxter. Inga underarter finns listade i Catalogue of Life.